# Kenanti (Dukuhseti)
Kenanti is een bestuurslaag in het regentschap Pati van de provincie Midden-Java, Indonesië. Kenanti telt 1073 inwoners (volkstelling 2010).